# Società per l'Educazione Fisica Torres 1962-1963
Questa voce raccoglie le informazioni riguardanti la Società per l'Educazione Fisica Torres nelle competizioni ufficiali della stagione 1962-1963.

## Rosa
| N. |                   | Ruolo | Calciatore         |
| -- | ----------------- | ----- | ------------------ |
|    | Italia (bandiera) | P     | Gianpiero Baldini  |
|    | Italia (bandiera) | P     | Salvino Biagi      |
|    | Italia (bandiera) | C     | Lorenzo Bonometti  |
|    | Italia (bandiera) | C     | Mario Cavallini    |
|    | Italia (bandiera) | D     | Michele Colusso    |
|    | Italia (bandiera) | C     | Giovanni Currarini |
|    | Italia (bandiera) | C     | Ali Fogli          |
|    | Italia (bandiera) | A     | Primo Galasi       |

| N. |                   | Ruolo | Calciatore       |
| -- | ----------------- | ----- | ---------------- |
|    | Italia (bandiera) | C     | Pier Luigi Galli |
|    | Italia (bandiera) | A     | Marzio Lepri     |
|    | Italia (bandiera) | D     | Franco Loriga    |
|    | Italia (bandiera) | C     | Guido Milani     |
|    | Italia (bandiera) | A     | Bruno Nardi      |
|    | Italia (bandiera) | C     | Sergio Pensotti  |
|    | Italia (bandiera) | C     | Sergio Sabbatini |
|    | Italia (bandiera) | C     | Angelo Zini      |